# Carlos Alberto Carvalho dos Anjos Junior
Carlos Alberto Carvalho dos Anjos Junior, poznat i kao Juninho, (Salvador, Bahia, Brazil, 15. rujna 1977.) umirovljeni je brazilski nogometaš.
Igrač je tijekom karijere u Brazilu igrao na poziciji ofenzivnog veznog dok je dolaskom u Japan postao napadač.
Na novoj poziciji Juninho se odlično snašao tako da je 2004. dok je igrao za Kawasaki Frontale bio najbolji strijelac japanske 2. lige dok je plasmanom kluba u J.League, Juninho 2007. bio najbolji strijalac 1. lige.
Juninho nije uspio u Japanu osvojiti trofej. Najbolji dosezi bila su tri druga mjesta (2006., 2008., 2009.) te dva finala japanskog kupa (2007. i 2009.).
2008. godine Juninho je izjavio da želi ostati u Japanu do kraja svoje igračke karijere te steći japansko državljanstvo. Međutim, igrač je odustao od prava na stjecanje državljanstva zbog teškog polaganja znanja o japanskom jeziku i pismu.

## Vanjske poveznice
- Statistika igrača tijekom karijere u Kawasaki Frontaleu